# Fighter (Tali)

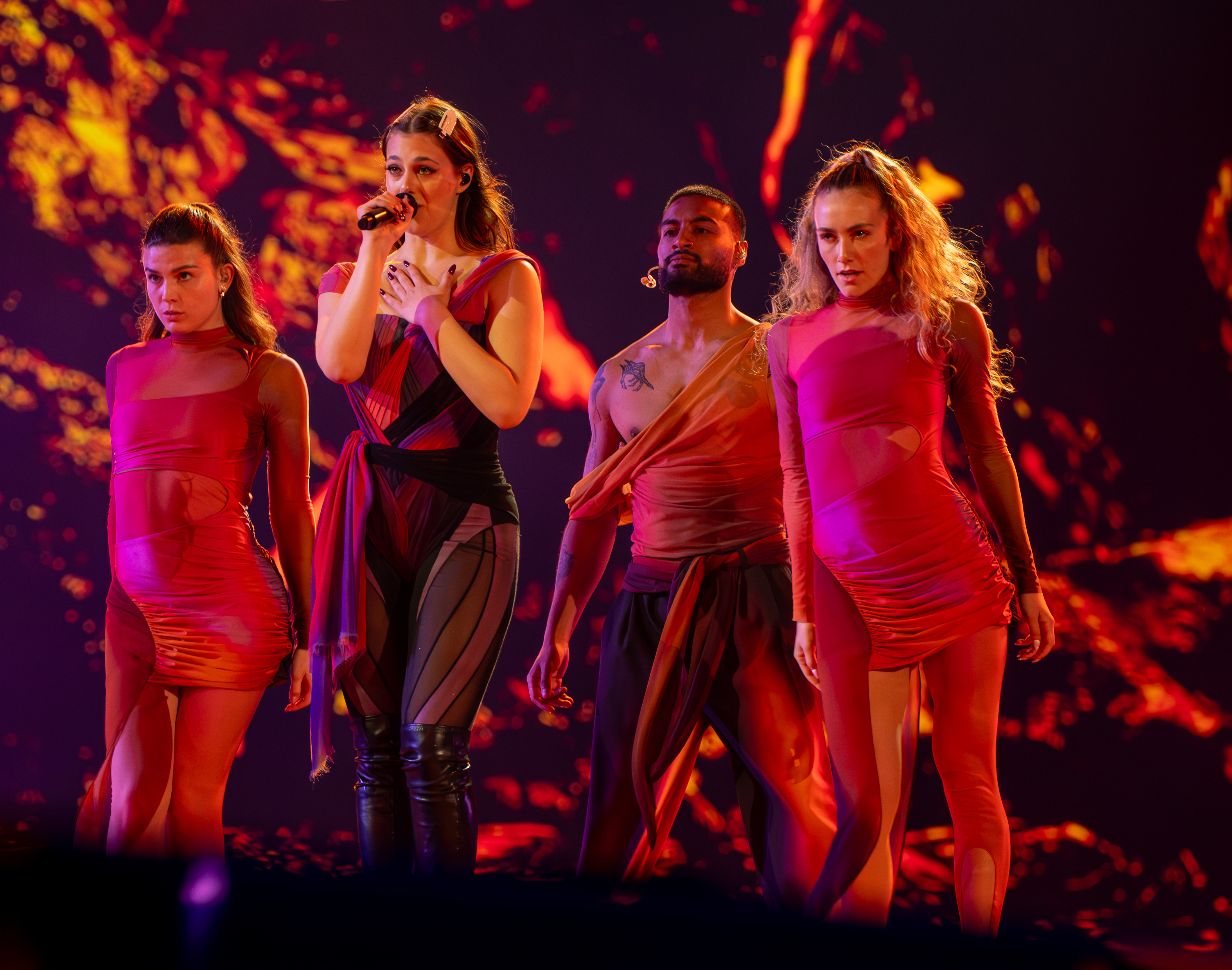
Tali mentre si esibisce sulle note di Fighter alle prove finali dell'Eurovision Song Contest, 10 maggio 2024

Fighter è un singolo della cantautrice israelo-lussemburghese Tali, pubblicato il 12 gennaio 2024.

## Descrizione
Fighter è stata composta da Ana Zimmer, Dardust e Manon Romiti, mentre i testi della canzone sono stati scritti da Zimmer, Romiti e Silvio Lisbonne. In alcune interviste, Tali ha dichiarato che il pezzo affronta il tema del dolore, che accomuna tutti gli esseri umani, e di come le persone trovino la forza di perseverare nonostante le difficoltà. L'artista, in particolare, parla della sua esperienza a New York e del suo dover "affrontare così tanti rifiuti" nell'industria musicale.

## Promozione
Tali è stata ufficialmente annunciata come concorrente al Luxembourg Song Contest l'11 dicembre, mentre Fighter è stata ufficialmente presentata il 9 gennaio 2024. Il brano è stato selezionato per esibirsi per ultimo tra gli otto brani in gara. Durante la performance, Tali ha indossato un abito nero di pelle ed era accompagnata da ballerini di supporto.
Dopo essersi qualificata per la superfinale, la canzone ha infine ottenuto 94 punti dalla giuria e 84 punti dal televoto, per un totale di 178 punti. Grazie a questa vittoria, Fighter è diventato di diritto il brano rappresentante il Lussemburgo all'Eurovision Song Contest 2024.

## Tracce
Testi di Dario Faini, Ana Zimmer, Manon Romiti e Silvio Lisbonne, musiche di Dardust.
1. Fighter – 2:55

## Classifiche
| Classifica (2024) | Posizione massima |
| ----------------- | ----------------- |
| Lituania          | 27                |
| Lussemburgo       | 4                 |